# 阿肯色河索尔特支流
阿肯色河索尔特支流（英語：Salt Fork Arkansas River）是一个长约239-英里（385-）的河流，是阿肯色河的支流，位于美国堪薩斯州的南部和奧克拉荷馬州的北部，是密西西比河流域的一部分。